# Max Wolfinger

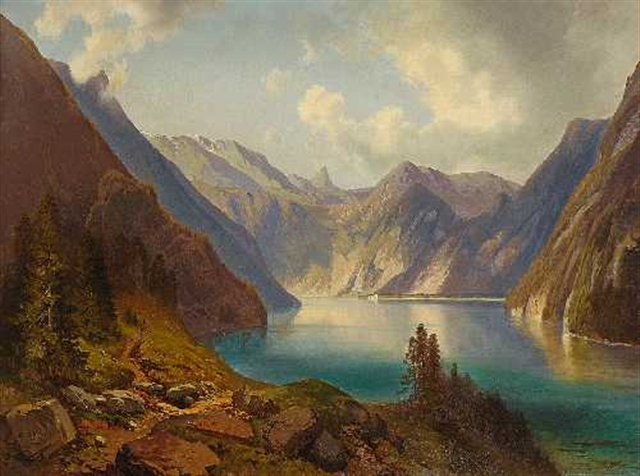
Der Königssee

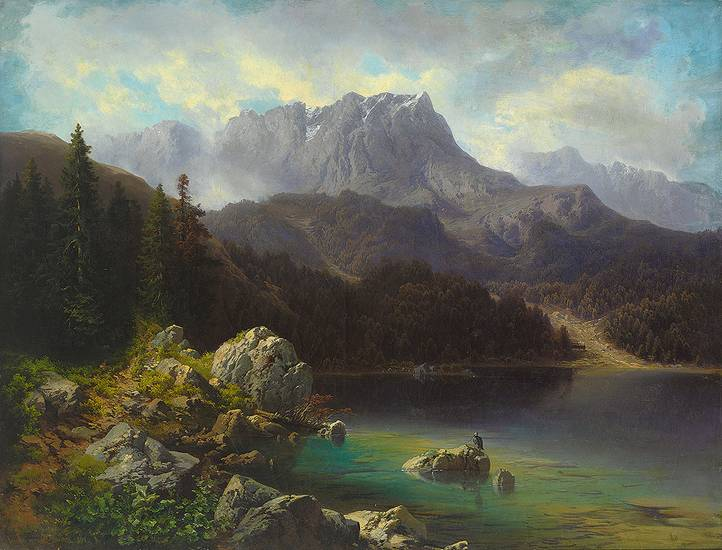
Zugspitze am Eibsee

Max Wolfinger (* 1. Juni 1837 in Mannheim; † 12. Dezember 1913 in Aarau) war Kunstmaler und Lehrer an mehreren aargauischen Mittelschulen und Konservator.

## Leben
Nachdem Wolfinger die Schulzeit in Mannheim absolviert hatte, besuchte er das Lyzeum in seiner Heimatstadt. Danach bildete er sich im Atelier des Malers Willhelm Dünkel, seinem Onkel, aus. Später trat Wolfinger in die Malklassen der Grossherzoglichen Gemäldegalerie in Mannheim ein. Geleitet wurde diese Galerie von Galeriedirektor und Hofmaler Theodor Weller. Nach zwei Studienjahren in Berlin und Dresden von 1857 bis 1859 zog er 1859 nach München. Dort blieb Max Wolfinger bis 1867 und widmete sich ganz der Landschaftsmalerei.

### Lehrtätigkeit
Im Mai 1867 wurde er als Lehrer für Kunstzeichnen am Aargauischen Lehrerseminar in Wettingen und an der Bezirksschule Baden eingestellt. Nach kurzer Zeit übernahm er auch noch den Unterricht in Zeichnen an der Bezirksschule Brugg. Ab Herbst 1876 unterrichtete er auch an der Kantonsschule und am Lehrerinnenseminar in Aarau, d. h. an allen höheren Mittelschulen des Kantons. Wolfinger arbeitete an der Entwicklung des Zeichnungsunterrichts in seiner Zeit mit.

### Kunstförderung
1898 zwang eine Krankheit ihn dazu, sich nur noch auf seine Malerei zu und die Förderung der Kunst im Kanton zu konzentrieren. Er wurde Mitglied im Vorstand im Aargauischen Kunstvereins. 1896 vereinigte man die gesammelten Kunstwerke, die der Kanton besass, mit dem Besitz des Aargauischen Kunstvereins in den Sälen des neu erbauten Gewerbemuseums zur „Kantonalen Kunstsammlung“. Wolfinger richtete diese ein, veranstaltete Ausstellungen  und wurde zum ersten Konservator von 1896 bis 1901. Für seine Verdienste ernannte ihn der Kunstverein ihn zum Ehrenmitglied.

## Werk
Seine Gemälde weisen typische Züge der Münchner Landschaftsmalerei in der zweiten Hälfte des 19. Jahrhunderts. Sein Werk „Park in Königsfelden“ befindet sich in der Aargauischen Kunstsammlung und je zwei Landschaftsbilder „Studien aus Oberbayern“ besitzen die Stadt Aarau und die Aargauische Kantonsschule.